# リチャード・ラムリー (第2代スカーバラ伯爵)

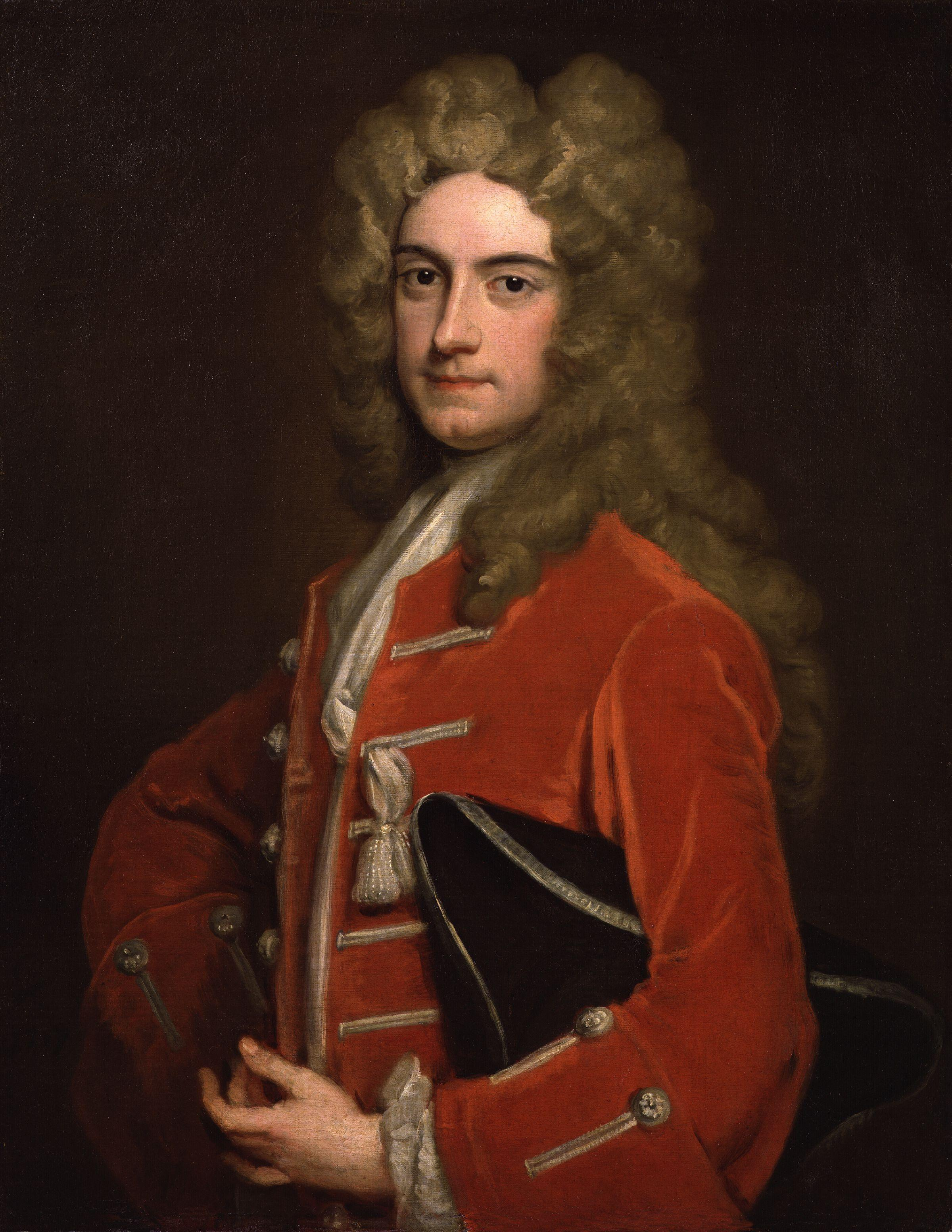
ゴドフリー・ネラーによる肖像画

第2代スカーバラ伯爵リチャード・ラムリー（英語: Richard Lumley, 2nd Earl of Scarbrough KG PC、1686年11月30日 – 1740年1月29日）は、グレートブリテン王国の貴族、軍人、政治家。1710年から1721年までラムリー子爵の儀礼称号を使用した。

## 生涯
初代スカーバラ伯爵リチャード・ラムリーとフランシス・ジョーンズ（Frances Jones、サー・ヘンリー・ジョーンズの娘）の次男（長男ヘンリーは1710年没）として生まれ、1686年11月30日に洗礼を受けた。1702年頃にイートン・カレッジで教育を受けた後、1703年4月にケンブリッジ大学キングス・カレッジに入学、1728年にLL. D.の学位を授与された。1706年にドイツを旅行した。
1708年イギリス総選挙でイースト・グリンステッド選挙区から出馬して庶民院議員に当選、キット＝カット・クラブの一員だったためホイッグ党所属とされた。その後、1710年イギリス総選挙でアランデル選挙区に鞍替えして再選した。1709年にはすでに従軍を望んでいたが、1710年9月20日にダラム副提督に任命された（以降死去まで在任）ほかは果たせず、1712年にようやく騎兵中佐になり、1713年に第1竜騎衛兵隊に配属された。その後、1715年まで庶民院議員を務め、同年3月4日に繰上勅書で父からラムリー男爵を継承して貴族院に移籍した。また、王太子ジョージと親しく、1714年7月から9月まで王太子の寝室侍従を務めたほか、同1714年より王太子の主馬頭を務めた。1715年には第1擲弾衛兵騎馬隊隊長になったものの、王太子ジョージを支持したため1717年に連隊長の職の売却を余儀なくされた。その後、1722年にコールドストリーム衛兵連隊隊長を務め、1724年7月9日にガーター勲章を授与された。王太子ジョージへの支持は1727年に王太子がジョージ2世として国王に即位した後も続き、即位とともに1727年6月15日に枢密顧問官に任命され、主馬頭にも留任して1734年まで務めた。
1739年に創設された捨子養育院の初代総裁の1人だった。
1737年には第2代ハーヴィー男爵ジョン・ハーヴィーがスカーバラ伯爵に精神疾患の兆候がみられると報告しており、スカーバラ伯爵は最終的にはイサベラ・モンタギューと結婚する前日にあたる1740年1月29日に自殺した。弟トマスが爵位を継承した。